# Antonio Meucci
Antonio Meucci (født 13. april 1808, død 18. oktober 1889), var en italiensk opfinder. Han var den virkelige opfinder af telefonen. Alexander Graham Bell er den, der tidligere er blevet nævnt som telefonens opfinder, men i 2002 blev Antonio Meucci i USA officielt anerkendt for sine bidrag til udviklingen. 
Allerede omkring 1860 udviklede han et system, som han kaldte teletrophone. Han tog patent på systemet i 1871, fem år før Alexander Graham Bell, men fik ikke fornyet patentet efter 5 år, formentlig fordi han talte dårligt engelsk og ikke vidste at det var nødvendigt.